# Kenny Simpson
Pour les articles homonymes, voir Simpson.
Kenneth Bernard Simpson, plus connu sous le nom de Kenny Simpson, né le 12 avril 1960 à Shreveport (Louisiane, États-Unis) est un ancien joueur de basket-ball nord-américain. Il mesure 1 mètre 95 et jouait au poste d'ailier.
Son étape universitaire se déroule chez les Grambling State Tigers. Lors du Draft 1982 de la NBA, Kenny Simpson est choisi par les Kansas City Kings mais il ne débutera jamais en NBA.
Il joue deux saisons dans le championnat espagnol : d'abord avec le FC Barcelone où il marque le panier décisif qui donne le titre de champion d'Espagne au Barça lors du play-off final face à la Joventut en 1987. Il joue ensuite avec TDK Manresa lors de la saison 1987-1988 devenant le meilleur scoreur du championnat avec une moyenne de 29,5 points par match.
Kenny Simpson, en véritable globe-trotter, a également joué en Israël (meilleur scoreur du championnat), en Amérique du Sud, en Autriche, en France avec Roanne et en Suisse avec Fribourg Olympic. En Argentine, il est recruté par le club Andino La Rioja en 1995 où il joue avec Manu Ginobili alors tout jeune.

## Palmarès
- Avec le FC Barcelone :
  - Champion d'Espagne : 1987.
  - Coupe du Roi : 1987.
  - Coupe Korać : 1987.